# Antti Lehtinen
Antti Lehtinen (1973 –) finn dobos, a finn Scandinavian Music Group tagja. Korábban a finn Ultra Brában dobolt, majd annak megszűnte után több társával együtt megalapították azt a bandát, amelyben ma is zenél. Emellett dobosként részt vett még a Don Huono nevű formációban is 2001–2003 között. 2008 tavaszán Timo Rautiainennel közösen mutatkoztak be a finn MTV3 csatornán futó K-70 sorozatban.

## Fordítás
- Ez a szócikk részben vagy egészben  az   Antti Lehtinen című finn Wikipédia-szócikk ezen változatának fordításán alapul.  Az eredeti cikk szerkesztőit annak laptörténete sorolja fel. Ez a jelzés csupán a megfogalmazás eredetét és a szerzői jogokat jelzi, nem szolgál a cikkben szereplő információk forrásmegjelöléseként.